# شوهی توکوموتو
شوهی توکوموتو (انگلیسی: Shuhei Tokumoto؛ زادهٔ ۱۲ سپتامبر ۱۹۹۵) بازیکن فوتبال اهل ژاپن است.